# Puerto Rico a 2004. évi nyári olimpiai játékokon
Puerto Rico a görögországi Athénban megrendezett 2004. évi nyári olimpiai játékok egyik részt vevő nemzete volt. Az országot az olimpián 15 sportágban 43 sportoló képviselte, akik érmet nem szereztek.

## Atlétika
Férfi
| Versenyző        | Versenyszám    | Előfutam | Előfutam | Előfutam | Döntő   | Döntő    |
| Versenyző        | Versenyszám    | Idő      | Hely.    | Össz.    | Idő     | Helyezés |
| ---------------- | -------------- | -------- | -------- | -------- | ------- | -------- |
| Alexander Greaux | 3000 m akadály | 8:33,62  | 9.       | 28.      | kiesett | kiesett  |

| Versenyző     | Versenyszám | 100 m | 100 m | Távolugrás | Távolugrás | Súlylökés | Súlylökés | Magasugrás | Magasugrás | 400 m | 400 m | 110 m gát | 110 m gát | Diszkoszvetés | Diszkoszvetés | Rúdugrás              | Rúdugrás              | Gerelyhajítás    | Gerelyhajítás    | 1500 m           | 1500 m           | Végeredmény   | Végeredmény   |
| Versenyző     | Versenyszám | Idő   | Pont  | Eredmény   | Pont       | Eredmény  | Pont      | Eredmény   | Pont       | Idő   | Pont  | Idő       | Pont      | Eredmény      | Pont          | Eredmény              | Pont                  | Eredmény         | Pont             | Idő              | Pont             | Pont          | Helyezés      |
| ------------- | ----------- | ----- | ----- | ---------- | ---------- | --------- | --------- | ---------- | ---------- | ----- | ----- | --------- | --------- | ------------- | ------------- | --------------------- | --------------------- | ---------------- | ---------------- | ---------------- | ---------------- | ------------- | ------------- |
| Luiggy Llanos | Tízpróba    | 10,94 | 874   | 743 cm     | 918        | 13,77 m   | 714       | 191 cm     | 723        | 49,28 | 848   | 14,13     | 958       | 41,82 m       | 702           | érvényes ugrás nélkül | érvényes ugrás nélkül | nem állt rajthoz | nem állt rajthoz | nem állt rajthoz | nem állt rajthoz | nem ért célba | nem ért célba |

Női
| Versenyző       | Versenyszám | Előfutam | Előfutam | Előfutam | Elődöntő | Elődöntő | Elődöntő | Döntő   | Döntő    |
| Versenyző       | Versenyszám | Idő      | Hely.    | Össz.    | Idő      | Hely.    | Össz.    | Idő     | Helyezés |
| --------------- | ----------- | -------- | -------- | -------- | -------- | -------- | -------- | ------- | -------- |
| Yvonne Harrison | 400 m gát   | 55,84    | 5.       | 19.      | kiesett  | kiesett  | kiesett  | kiesett | kiesett  |

## Birkózás

### Női
Szabadfogású
| Versenyző     | Versenyszám | Csoportkör                                                          | Csoportkör | Elődöntő                                   | Bronz- mérkőzés                        | Döntő             | Helyezés |
| Versenyző     | Versenyszám | Ellenfél Eredmény                                                   | Hely.      | Ellenfél Eredmény                          | Ellenfél Eredmény                      | Ellenfél Eredmény | Helyezés |
| ------------- | ----------- | ------------------------------------------------------------------- | ---------- | ------------------------------------------ | -------------------------------------- | ----------------- | -------- |
| Mabel Fonseca | 55 kg       | A csoport · Ida Karlsson (SWE) · TUS · Tetyana Lazareva (UKR) · TUS | 2.         | 5–8. helyért · Tela O'Donnell (USA) · 10-7 | 5. helyért · Szun Tung-mej (CHN) · DSQ |                   | kizárták |

DSQ - kizárták

## Cselgáncs
Férfi
| Versenyző     | Versenyszám  | Selejtező         | 32-es főtábla                    | Nyolcaddöntő      | Negyeddöntő       | Elődöntő          | Vigaszág első kör | Vigaszág negyeddöntő | Vigaszág elődöntő | Bronz- mérkőzés   | Döntő             | Helyezés    |
| Versenyző     | Versenyszám  | Ellenfél Eredmény | Ellenfél Eredmény                | Ellenfél Eredmény | Ellenfél Eredmény | Ellenfél Eredmény | Ellenfél Eredmény | Ellenfél Eredmény    | Ellenfél Eredmény | Ellenfél Eredmény | Ellenfél Eredmény | Helyezés    |
| ------------- | ------------ | ----------------- | -------------------------------- | ----------------- | ----------------- | ----------------- | ----------------- | -------------------- | ----------------- | ----------------- | ----------------- | ----------- |
| Melvin Méndez | Harmatsúly   |                   | Óscar Peñas (ESP) · 0000-1000    | kiesett           | kiesett           | kiesett           |                   |                      |                   |                   |                   | helyezetlen |
| Ramón Ayala   | Félnehézsúly |                   | Számi Belgrúni (ALG) · 0000-1010 | kiesett           | kiesett           | kiesett           |                   |                      |                   |                   |                   | helyezetlen |

Női
| Versenyző      | Versenyszám | Selejtező         | Nyolcaddöntő                     | Negyeddöntő       | Elődöntő          | Vigaszág első kör                  | Vigaszág negyeddöntő | Vigaszág elődöntő | Bronz- mérkőzés   | Döntő             | Helyezés    |
| Versenyző      | Versenyszám | Ellenfél Eredmény | Ellenfél Eredmény                | Ellenfél Eredmény | Ellenfél Eredmény | Ellenfél Eredmény                  | Ellenfél Eredmény    | Ellenfél Eredmény | Ellenfél Eredmény | Ellenfél Eredmény | Helyezés    |
| -------------- | ----------- | ----------------- | -------------------------------- | ----------------- | ----------------- | ---------------------------------- | -------------------- | ----------------- | ----------------- | ----------------- | ----------- |
| Jessica García | Könnyűsúly  |                   | Ivonne Bönisch (GER) · 0000-1000 |                   |                   | Isabel Fernández (ESP) · 0000-1011 | kiesett              | kiesett           | kiesett           |                   | helyezetlen |

## Kosárlabda

### Férfi

#### Eredmények
Csoportkör
B csoport
| Csapat                 | M | Gy | V | P+  | P–  | Pk   | P  |
| ---------------------- | - | -- | - | --- | --- | ---- | -- |
| Litvánia (LTU)         | 5 | 5  | 0 | 468 | 414 | +54  | 10 |
| Görögország (GRE)      | 5 | 3  | 2 | 389 | 343 | +46  | 8  |
| Puerto Rico (PUR)      | 5 | 3  | 2 | 410 | 411 | –1   | 8  |
| Egyesült Államok (USA) | 5 | 3  | 2 | 418 | 389 | +29  | 8  |
| Ausztrália (AUS)       | 5 | 1  | 4 | 383 | 411 | –28  | 6  |
| Angola (ANG)           | 5 | 0  | 5 | 321 | 421 | –100 | 5  |

| 2004. augusztus 15. 20:00 | Puerto Rico (PUR)                       | 92–73     | Egyesült Államok (USA) | Helliniko Indoor Arena, Athén Nézőszám: 11 560 Játékvezetők: Zoran Sutulović (SCG), Vicente Juan Bulto (ESP) |
| 2004. augusztus 15. 20:00 | (21–20, 28–7, 16–21, 27–25) Jegyzőkönyv |           |                        | Helliniko Indoor Arena, Athén Nézőszám: 11 560 Játékvezetők: Zoran Sutulović (SCG), Vicente Juan Bulto (ESP) |
| 2004. augusztus 15. 20:00 | Arroyo 24                               | Pont      | Iverson, Duncan 15     | Helliniko Indoor Arena, Athén Nézőszám: 11 560 Játékvezetők: Zoran Sutulović (SCG), Vicente Juan Bulto (ESP) |
| 2004. augusztus 15. 20:00 | Ortíz 6                                 | Lepattanó | Duncan 16              | Helliniko Indoor Arena, Athén Nézőszám: 11 560 Játékvezetők: Zoran Sutulović (SCG), Vicente Juan Bulto (ESP) |
| 2004. augusztus 15. 20:00 | Ortíz 7                                 | Gólpassz  | Duncan 4               | Helliniko Indoor Arena, Athén Nézőszám: 11 560 Játékvezetők: Zoran Sutulović (SCG), Vicente Juan Bulto (ESP) |

| 2004. augusztus 17. 14:30 | Litvánia (LTU)                           | 98–90     | Puerto Rico (PUR) | Helliniko Indoor Arena, Athén Nézőszám: 12 500 Játékvezetők: Pablo Estevez (ARG), Zoran Sutulović (SCG) |
| 2004. augusztus 17. 14:30 | (26–32, 23–12, 22–22, 27–24) Jegyzőkönyv |           |                   | Helliniko Indoor Arena, Athén Nézőszám: 12 500 Játékvezetők: Pablo Estevez (ARG), Zoran Sutulović (SCG) |
| 2004. augusztus 17. 14:30 | Šiškauskas 23                            | Pont      | Arroyo, Ayuso 25  | Helliniko Indoor Arena, Athén Nézőszám: 12 500 Játékvezetők: Pablo Estevez (ARG), Zoran Sutulović (SCG) |
| 2004. augusztus 17. 14:30 | E. Žukauskas 8                           | Lepattanó | Hourruitiner 6    | Helliniko Indoor Arena, Athén Nézőszám: 12 500 Játékvezetők: Pablo Estevez (ARG), Zoran Sutulović (SCG) |
| 2004. augusztus 17. 14:30 | Jasikevičius 7                           | Gólpassz  | Santiago 4        | Helliniko Indoor Arena, Athén Nézőszám: 12 500 Játékvezetők: Pablo Estevez (ARG), Zoran Sutulović (SCG) |

| 2004. augusztus 19. 16:45 | Puerto Rico (PUR)                        | 83–80     | Angola (ANG)   | Helliniko Indoor Arena, Athén Nézőszám: 12 000 Játékvezetők: Reynaldo Sanchez (DOM), Ma Li Jun (CHN) |
| 2004. augusztus 19. 16:45 | (19–17, 18–15, 26–34, 20–14) Jegyzőkönyv |           |                | Helliniko Indoor Arena, Athén Nézőszám: 12 000 Játékvezetők: Reynaldo Sanchez (DOM), Ma Li Jun (CHN) |
| 2004. augusztus 19. 16:45 | Ayuso 17                                 | Pont      | de Carvalho 14 | Helliniko Indoor Arena, Athén Nézőszám: 12 000 Játékvezetők: Reynaldo Sanchez (DOM), Ma Li Jun (CHN) |
| 2004. augusztus 19. 16:45 | Santiago 10                              | Lepattanó | Moussa 6       | Helliniko Indoor Arena, Athén Nézőszám: 12 000 Játékvezetők: Reynaldo Sanchez (DOM), Ma Li Jun (CHN) |
| 2004. augusztus 19. 16:45 | Arroyo 6                                 | Gólpassz  | Costa 7        | Helliniko Indoor Arena, Athén Nézőszám: 12 000 Játékvezetők: Reynaldo Sanchez (DOM), Ma Li Jun (CHN) |

| 2004. augusztus 21. 9:00 | Ausztrália (AUS)                         | 82–87     | Puerto Rico (PUR) | Helliniko Indoor Arena, Athén Nézőszám: 6500 Játékvezetők: Vicente Bulto (ESP), Pablo Estevez (ARG) |
| 2004. augusztus 21. 9:00 | (23–13, 28–28, 17–24, 14–22) Jegyzőkönyv |           |                   | Helliniko Indoor Arena, Athén Nézőszám: 6500 Játékvezetők: Vicente Bulto (ESP), Pablo Estevez (ARG) |
| 2004. augusztus 21. 9:00 | Nielsen 20                               | Pont      | Santiago 20       | Helliniko Indoor Arena, Athén Nézőszám: 6500 Játékvezetők: Vicente Bulto (ESP), Pablo Estevez (ARG) |
| 2004. augusztus 21. 9:00 | Bogut 11                                 | Lepattanó | Ortíz 6           | Helliniko Indoor Arena, Athén Nézőszám: 6500 Játékvezetők: Vicente Bulto (ESP), Pablo Estevez (ARG) |
| 2004. augusztus 21. 9:00 | Heal 6                                   | Gólpassz  | Arroyo 7          | Helliniko Indoor Arena, Athén Nézőszám: 6500 Játékvezetők: Vicente Bulto (ESP), Pablo Estevez (ARG) |

| 2004. augusztus 23. 22:15 | Görögország (GRE)                       | 78–58     | Puerto Rico (PUR) | Helliniko Indoor Arena, Athén Nézőszám: 12 000 Játékvezetők: Jose Jeremias Reyes Ronfini (MEX), Scott Butler (AUS) |
| 2004. augusztus 23. 22:15 | (20–22, 20–6, 16–18, 22–12) Jegyzőkönyv |           |                   | Helliniko Indoor Arena, Athén Nézőszám: 12 000 Játékvezetők: Jose Jeremias Reyes Ronfini (MEX), Scott Butler (AUS) |
| 2004. augusztus 23. 22:15 | Kakiúzisz 16                            | Pont      | Ayuso 11          | Helliniko Indoor Arena, Athén Nézőszám: 12 000 Játékvezetők: Jose Jeremias Reyes Ronfini (MEX), Scott Butler (AUS) |
| 2004. augusztus 23. 22:15 | Dikúdisz 8                              | Lepattanó | Fajardo 9         | Helliniko Indoor Arena, Athén Nézőszám: 12 000 Játékvezetők: Jose Jeremias Reyes Ronfini (MEX), Scott Butler (AUS) |
| 2004. augusztus 23. 22:15 | Papalukász 4                            | Gólpassz  | Arroyo 4          | Helliniko Indoor Arena, Athén Nézőszám: 12 000 Játékvezetők: Jose Jeremias Reyes Ronfini (MEX), Scott Butler (AUS) |

Negyeddöntő
| 2004. augusztus 26. 20:00 | Olaszország (ITA)                        | 83–70     | Puerto Rico (PUR) | Olympic Indoor Hall, Athén Nézőszám: 14 500 Játékvezetők: Vicente Juan Bulto (ESP), Alejandro Chiti (ARG) |
| 2004. augusztus 26. 20:00 | (23–20, 18–15, 19–17, 23–18) Jegyzőkönyv |           |                   | Olympic Indoor Hall, Athén Nézőszám: 14 500 Játékvezetők: Vicente Juan Bulto (ESP), Alejandro Chiti (ARG) |
| 2004. augusztus 26. 20:00 | Bulleri 20                               | Pont      | Ayuso 24          | Olympic Indoor Hall, Athén Nézőszám: 14 500 Játékvezetők: Vicente Juan Bulto (ESP), Alejandro Chiti (ARG) |
| 2004. augusztus 26. 20:00 | Marconato 12                             | Lepattanó | Ortíz 8           | Olympic Indoor Hall, Athén Nézőszám: 14 500 Játékvezetők: Vicente Juan Bulto (ESP), Alejandro Chiti (ARG) |
| 2004. augusztus 26. 20:00 | Pozzecco 6                               | Gólpassz  | Arroyo 4          | Olympic Indoor Hall, Athén Nézőszám: 14 500 Játékvezetők: Vicente Juan Bulto (ESP), Alejandro Chiti (ARG) |

Az 5. helyért
| 2004. augusztus 28. 11:15 | Puerto Rico (PUR)                        | 75–85     | Görögország (GRE)                     | Olympic Indoor Hall, Athén Nézőszám: 14 500 Játékvezetők: Mike Homsy (CAN), Michael Aylen (AUS) |
| 2004. augusztus 28. 11:15 | (15–25, 21–19, 20–22, 19–19) Jegyzőkönyv |           |                                       | Olympic Indoor Hall, Athén Nézőszám: 14 500 Játékvezetők: Mike Homsy (CAN), Michael Aylen (AUS) |
| 2004. augusztus 28. 11:15 | Ayuso 14                                 | Pont      | Kakiúzisz 20                          | Olympic Indoor Hall, Athén Nézőszám: 14 500 Játékvezetők: Mike Homsy (CAN), Michael Aylen (AUS) |
| 2004. augusztus 28. 11:15 | Santiago 9                               | Lepattanó | Diamandídisz 8                        | Olympic Indoor Hall, Athén Nézőszám: 14 500 Játékvezetők: Mike Homsy (CAN), Michael Aylen (AUS) |
| 2004. augusztus 28. 11:15 | Arroyo 4                                 | Gólpassz  | Szpanúlisz, Diamandídisz, Kakiúzisz 3 | Olympic Indoor Hall, Athén Nézőszám: 14 500 Játékvezetők: Mike Homsy (CAN), Michael Aylen (AUS) |

| Csapat            | Helyezés |
| ----------------- | -------- |
| Puerto Rico (PUR) | 6.       |

## Lovaglás
Díjugratás
| Versenyző    | Ló       | Versenyszám | Selejtező | Selejtező | Selejtező | Selejtező | Selejtező | Selejtező    | Selejtező    | Selejtező    | Döntő        | Döntő        | Döntő        | Döntő        | Végeredmény  | Végeredmény  |
| Versenyző    | Ló       | Versenyszám | 1. kör    | 1. kör    | 2. kör    | 2. kör    | 2. kör    | 3. kör       | 3. kör       | 3. kör       | 1. kör       | 1. kör       | 2. kör       | 2. kör       | Végeredmény  | Végeredmény  |
| Versenyző    | Ló       | Versenyszám | Bünt.     | Hely.     | Bünt.     | Össz.     | Hely.     | Bünt.        | Össz.        | Hely.        | Bünt.        | Hely.        | Bünt.        | Hely.        | Bünt.        | Helyezés     |
| ------------ | -------- | ----------- | --------- | --------- | --------- | --------- | --------- | ------------ | ------------ | ------------ | ------------ | ------------ | ------------ | ------------ | ------------ | ------------ |
| Mark Watring | Sapphire | Egyéni      | 25        | 71.       | 39        | 64        | 66.       | visszalépett | visszalépett | visszalépett | visszalépett | visszalépett | visszalépett | visszalépett | visszalépett | visszalépett |

## Műugrás
Női
| Versenyző           | Versenyszám        | Selejtező | Selejtező | Elődöntő | Elődöntő | Döntő   | Döntő    |
| Versenyző           | Versenyszám        | Pont      | Helyezés  | Pont     | Helyezés | Pont    | Helyezés |
| ------------------- | ------------------ | --------- | --------- | -------- | -------- | ------- | -------- |
| Angelique Rodríguez | Egyéni műugrás     | 239,19    | 25.       | kiesett  | kiesett  | kiesett | kiesett  |
| Angelique Rodríguez | Egyéni toronyugrás | 316,08    | 11.       | 455,94   | 18.      | kiesett | kiesett  |

## Ökölvívás
| Versenyző         | Versenyszám     | Selejtező                         | Nyolcaddöntő                    | Negyeddöntő       | Elődöntő          | Döntő             | Helyezés |
| Versenyző         | Versenyszám     | Ellenfél Eredmény                 | Ellenfél Eredmény               | Ellenfél Eredmény | Ellenfél Eredmény | Ellenfél Eredmény | Helyezés |
| ----------------- | --------------- | --------------------------------- | ------------------------------- | ----------------- | ----------------- | ----------------- | -------- |
| Joseph Serrano    | Légsúly         | Mirzsan Rahimzsanov (KAZ) · 23-42 | kiesett                         | kiesett           | kiesett           | kiesett           | 17.      |
| Juan Manuel López | Harmatsúly      | Havazsi Hacihav (BLR) · 19-27     | kiesett                         | kiesett           | kiesett           | kiesett           | 17.      |
| Carlos Velázquez  | Pehelysúly      | Edvaldo Gonzaga (BRA) · 43-+43    | kiesett                         | kiesett           | kiesett           | kiesett           | 17.      |
| Alex De Jesús     | Könnyűsúly      | Myke de Carvalho (BRA) · 39-24    | Sam Rukundo (UGA) · 22-24       | kiesett           | kiesett           | kiesett           | 9.       |
| Víctor Bisbal     | Szupernehézsúly |                                   | Jaroslavas Jakšto (LTU) · 17-26 | kiesett           | kiesett           | kiesett           | 9.       |

## Röplabda

### Strandröplabda

#### Férfi
| Versenyző                    | Csoportkör | Csoportkör | Nyolcaddöntő      | Negyeddöntő       | Elődöntő          | Döntő             | Helyezés |
| Versenyző                    | Ellenfél Eredmény | Hely.      | Ellenfél Eredmény | Ellenfél Eredmény | Ellenfél Eredmény | Ellenfél Eredmény | Helyezés |
| ---------------------------- | --- | ---------- | ----------------- | ----------------- | ----------------- | ----------------- | -------- |
| Raul Papaleo Ramon Hernandez | D csoport · Németország (GER) · Markus Dieckmann · Jonas Reckermann · 14-21, 13-21 · Norvégia (NOR) · Vegard Hoidalen · Jorre Kjemperud · 21-18, 19-21, 10-15 · Svédország (SWE) · Bjorn Berg · Simon Dahl · 21-19, 16-21, 16-18 | 4.         | kiesett           | kiesett           | kiesett           | kiesett           | 19.      |

## Sportlövészet
Férfi
| Versenyző      | Versenyszám | Selejtező | Selejtező | Döntő   | Döntő    |
| Versenyző      | Versenyszám | Pont      | Helyezés  | Pont    | Helyezés |
| -------------- | ----------- | --------- | --------- | ------- | -------- |
| Lucas Bennazar | Trap        | 112       | 27.*      | kiesett | kiesett  |
| Lucas Bennazar | Dupla trap  | 122       | 23.       | kiesett | kiesett  |

* - két másik versenyzővel azonos eredményt ért el

## Szinkronúszás
| Versenyző                           | Versenyszám | Technikai gyakorlat | Technikai gyakorlat | Selejtező        | Selejtező        | Selejtező  | Selejtező  | Döntő            | Döntő            | Döntő      | Döntő      | Helyezés |
| Versenyző                           | Versenyszám | Technikai gyakorlat | Technikai gyakorlat | Szabad gyakorlat | Szabad gyakorlat | Összesítés | Összesítés | Szabad gyakorlat | Szabad gyakorlat | Összesítés | Összesítés | Helyezés |
| Versenyző                           | Versenyszám | Pont                | Hely.               | Pont             | Hely.            | Pont       | Hely.      | Pont             | Hely.            | Pont       | Hely.      | Helyezés |
| ----------------------------------- | ----------- | ------------------- | ------------------- | ---------------- | ---------------- | ---------- | ---------- | ---------------- | ---------------- | ---------- | ---------- | -------- |
| Luña del Mar Aguiliú Leilani Torres | Páros       | 39,667              | 23.                 | 39,917           | 23.              | 79,584     | 23.        | kiesett          | kiesett          | kiesett    | kiesett    | 23.      |

## Taekwondo
Női
| Versenyző      | Versenyszám | Nyolcaddöntő      | Negyeddöntő                            | Elődöntő           | Vigaszág első kör | Vigaszág elődöntő        | Bronz- mérkőzés   | Döntő             | Helyezés |
| Versenyző      | Versenyszám | Ellenfél Eredmény | Ellenfél Eredmény                      | Ellenfél Eredmény  | Ellenfél Eredmény | Ellenfél Eredmény        | Ellenfél Eredmény | Ellenfél Eredmény | Helyezés |
| -------------- | ----------- | ----------------- | -------------------------------------- | ------------------ | ----------------- | ------------------------ | ----------------- | ----------------- | -------- |
| Ineabelle Díaz | Váltósúly   |                   | Muna Ben Abd er-Raszúl (MAR) · 4-4 SUP | Lo Vej (CHN) · 3-5 |                   | Heidy Juárez (GUA) · 2-5 | kiesett           |                   | 5.       |

SUP - döntő fölény

## Tenisz
Női
| Versenyző       | Versenyszám | 64-es főtábla                    | 32-es főtábla                               | Nyolcaddöntő      | Negyeddöntő       | Elődöntő          | Bronz- mérkőzés   | Döntő             | Helyezés |
| Versenyző       | Versenyszám | Ellenfél Eredmény                | Ellenfél Eredmény                           | Ellenfél Eredmény | Ellenfél Eredmény | Ellenfél Eredmény | Ellenfél Eredmény | Ellenfél Eredmény | Helyezés |
| --------------- | ----------- | -------------------------------- | ------------------------------------------- | ----------------- | ----------------- | ----------------- | ----------------- | ----------------- | -------- |
| Kristina Brandi | Egyes       | Jelena Kostanić (CRO) · 7-5, 6-1 | Anasztaszija Miszkina (RUS) · 2-6, 6-3, 4-6 | kiesett           | kiesett           | kiesett           | kiesett           | kiesett           | 17.      |

## Torna
Férfi
| Versenyző   | Versenyszám      | Selejtező | Selejtező | Döntő    | Döntő    |
| Versenyző   | Versenyszám      | Pontszám  | Helyezés  | Pontszám | Helyezés |
| ----------- | ---------------- | --------- | --------- | -------- | -------- |
| Luis Vargas | Talaj            | 9,037     | 60.       | kiesett  | kiesett  |
| Luis Vargas | Ugrás            | 9,425     |           | kiesett  | kiesett  |
| Luis Vargas | Korlát           | 9,325     | 49.       | kiesett  | kiesett  |
| Luis Vargas | Nyújtó           | 9,625     | 30.       | kiesett  | kiesett  |
| Luis Vargas | Gyűrű            | 9,500     | 46.       | kiesett  | kiesett  |
| Luis Vargas | Lólengés         | 9,675     | 13.       | kiesett  | kiesett  |
| Luis Vargas | Egyéni összetett | 56,587    | 16.       | 56,135   | 15.      |

## Úszás
Férfi
| Versenyző         | Versenyszám    | Előfutam | Előfutam | Előfutam | Elődöntő | Elődöntő | Elődöntő | Döntő   | Döntő    |
| Versenyző         | Versenyszám    | Idő      | Hely.    | Össz.    | Idő      | Hely.    | Össz.    | Idő     | Helyezés |
| ----------------- | -------------- | -------- | -------- | -------- | -------- | -------- | -------- | ------- | -------- |
| Ricardo Busquets  | 50 m gyors     | 22,45    | 2.       | 12.      | 22,52    | 8.       | 15.      | kiesett | kiesett  |
| Arsenio López     | 100 m mell     | 1:03,99  | 2.       | 36.*     | kiesett  | kiesett  | kiesett  | kiesett | kiesett  |
| Andrew Livingston | 200 m pillangó | 1:59,42  | 8.       | 21.*     | kiesett  | kiesett  | kiesett  | kiesett | kiesett  |
| Jorge Oliver      | 200 m vegyes   | 2:08,84  | 1.       | 45.*     | kiesett  | kiesett  | kiesett  | kiesett | kiesett  |

Női
| Versenyző      | Versenyszám | Előfutam | Előfutam | Előfutam | Elődöntő | Elődöntő | Elődöntő | Döntő   | Döntő    |
| Versenyző      | Versenyszám | Idő      | Hely.    | Össz.    | Idő      | Hely.    | Össz.    | Idő     | Helyezés |
| -------------- | ----------- | -------- | -------- | -------- | -------- | -------- | -------- | ------- | -------- |
| Vanessa García | 50 m gyors  | 26,26    | 1.       | 28.      | kiesett  | kiesett  | kiesett  | kiesett | kiesett  |
| Vanessa García | 100 m gyors | 57,38    | 1.       | 35.      | kiesett  | kiesett  | kiesett  | kiesett | kiesett  |
| Gretchen Gotay | 200 m hát   | 2:23,39  | 2.       | 31.      | kiesett  | kiesett  | kiesett  | kiesett | kiesett  |

* - egy másik versenyzővel azonos időt ért el

## Vitorlázás
Női
| Versenyző     | Versenyszám     | Futam | Futam | Futam | Futam | Futam | Futam | Futam | Futam | Futam | Futam | Futam | Pontszám | Helyezés |
| Versenyző     | Versenyszám     | 1     | 2     | 3     | 4     | 5     | 6     | 7     | 8     | 9     | 10    | 11    | Pontszám | Helyezés |
| ------------- | --------------- | ----- | ----- | ----- | ----- | ----- | ----- | ----- | ----- | ----- | ----- | ----- | -------- | -------- |
| Karla Barrera | Szörfvitorlázás | 26    | 24    | 25    | 26    | 23    | 25    | 26    | 26    | 26    | 25    | 24    | 250      | 26.      |

Nyílt
| Versenyző                        | Versenyszám | Futam | Futam | Futam | Futam | Futam | Futam | Futam | Futam | Futam | Futam | Futam | Pontszám | Helyezés |
| Versenyző                        | Versenyszám | 1     | 2     | 3     | 4     | 5     | 6     | 7     | 8     | 9     | 10    | 11    | Pontszám | Helyezés |
| -------------------------------- | ----------- | ----- | ----- | ----- | ----- | ----- | ----- | ----- | ----- | ----- | ----- | ----- | -------- | -------- |
| Enrique Figueroa Jorge Hernández | Tornádó     | 5     | 9     | 7     | 8     | 2     | 5     | 9     | 12    | 14    | 10    | 5     | 72       | 7.       |